# Ф. Д. Ч. Уиллард
Ф. Д. Ч. Уи́ллард (англ. F. D. C. Willard, 1968—1982) — псевдоним сиамского кота по кличке Честер. Под этим псевдонимом в научных журналах публиковались работы по криогенике. В одной публикации Ф. Д. Ч. Уиллард выступил как соавтор, в другой значился как единственный автор.

## Предыстория
Американский физик и математик Джек Х. Хетерингтон, профессор Мичиганского университета, в 1975 году собирался опубликовать результаты своих исследований по криогенике в научном журнале Physical Review Letters. Коллега, к которому попал материал для проверки, отметил, что в работе автор использует местоимение множественного числа, которое журнал принимает только от коллектива авторов. Чтобы не переписывать статью, но выйти из сложившейся ситуации, учёные придумали, как обойти запрет.

## Публикации
У Хетерингтона был сиамский кот по кличке Честер, отцом которого был кот по кличке Уиллард. Опасаясь, что кто-нибудь из его коллег узнал бы домашнего питомца по его кличке, физик решил, что лучше использовать саму кличку в инициалах. Так как многие американцы имеют помимо основного имени, ещё одно или два и часто записывают их инициалами, Хетерингтон придумал обозначить два собственных первых имени на основе латинского названия домашней кошки. В итоге первые буквы были взяты из Felis domesticus и Chester: получились инициалы F. D. C. Научная статья под названием «Two-, Three-, and Four-Atom Exchange Effects in bcc ³He» была опубликована в журнале под авторством Дж. Х. Хетерингтона и Ф. Д. Ч. Уилларда.
На 15-й Международной конференции по физике низких температур в 1978 году в Гренобле второй автор был разоблачён; Хетерингтон подписал свою статью с отпечатками лап его соавтора и послал несколько её копий друзьям и коллегам. Тем не менее, был опубликован ещё один очерк, но теперь исключительно под авторством Ф. Д. Ч. Уилларда под названием «L’hélium 3 solide. Un antiferromagnétique nucléaire», изданный в сентябре 1980 года во французском научно-популярном журнале La Recherche. Это было последнее появление Уилларда как автора в научном мире.

## Реакция
Разоблачение соавтора Хетерингтона по статье в Physical Review Letters получило широкую известность. Часто, не застав Хетерингтона на месте, звонившие в Мичиганский университет просили о разговоре с его соавтором. В дальнейшем Ф. Д. Ч. Уиллард неоднократно появлялся в сносках, где его благодарили за «полезный вклад в дискуссию», и даже предложили должность профессора. В качестве первоапрельской шутки Американское физическое общество в 2014 году объявило о новой инициативе открытого доступа, по которой статьи за авторством кошек передаются в открытый доступ, в том числе станут доступны статьи Хетерингтона/Уилларда. Авторы анонса также пошутили, что публикуют кошачьи работы с 1975 года.